# Tizi Uzu (província)
Tizi Ouzou ou, em português, Tizi Uzu (Tizi-Ouzou) é uma província da Argélia com 1 127 607 habitantes (Censo 2008).